# 朱振义
朱振义（1941年—2018年11月20日），男，陕西富平人，中华人民共和国政治人物，曾任黄河机器制造厂厂长，陕西省政协副主席。